# Arthur Darby Nock
Arthur Darby Nock (* 21. Februar 1902 in Portsmouth; † 11. Januar 1963 in Cambridge, Massachusetts) war ein britischer Klassischer Philologe und Religionswissenschaftler.

## Leben
Nock studierte am Trinity College der Universität Cambridge,  wo er 1922 den Bachelorgrad und 1926 den Master erlangte. Seit 1923 arbeitete er als Fellow am Clare College in Cambridge, seit 1926 außerdem als University Lecturer in Classics. 1930 wurde er Frothingham Professor of the History of Religion an der Harvard University in den USA (als Nachfolger von George Foot Moore), wo er den Rest seines Lebens blieb. Als Gastdozent hielt er an verschiedenen Universitäten Vorlesungen, so bereits 1929/1930 in Harvard, 1931 am Trinity College in Dublin (Donnellan Lecturer), 1933 in Boston (King’s Chapel), 1939/1940 und 1946/1947 in Aberdeen (Gifford Lecturer).
Als Religionswissenschaftler war Nock von internationaler Bedeutung, was sich nicht nur an seiner ausgedehnten Tätigkeit als Gastdozent zeigt, sondern auch an seiner Mitgliedschaft in zahlreichen Akademien. Er war korrespondierendes Mitglied der British Academy, der American Academy of Arts and Sciences (1932), der Preußischen Akademie der Wissenschaften (seit 1937), des Deutschen Archäologischen Instituts (seit 1937), der Bayerischen Akademie der Wissenschaften (seit 1938) und der American Philosophical Society (seit 1941). Er erhielt außerdem die Doktorwürde der Universität Birmingham (Doctor of Letters 1934) und die Ehrendoktorwürde der Sorbonne in Paris (1950) sowie des Jewish Theological Seminary in New York (1960). Seit 1930 gab er die Zeitschrift Harvard Theological Review heraus, die er bis zu seinem Tod redigierte. Ab 1945 gab er mit André-Jean Festugière das Corpus Hermeticum heraus.